# Peter Harryson
John Peter Kaj Harryson (født 2. april 1948 i Norrköping) er en svensk skuespiller og sanger. Han har for eksempel medvirket i tv-serien Rederiet, hvor han optrådte i 94 afsnit. Andre af hans filmroller inkluderer eksempelvis Ørnen der havde højdeskræk (1998) samt Pelle Haleløs og den store skattejagt (2000).

## Udvalgt filmografi
- Den magiska cirkeln (1970)
- Kvartetten som sprängdes (tv-serie, 1973)
- Bröllopet (1973)
- Hedebyborna (tv-serie, 1978-1982)
- Katitzi (tv-serie, 1979)
- Sverige åt svenskarna (1980, ukrediteret)
- Sejled' op ad åen (1981)
- Jönssonligan & Dynamit-Harry (1982)
- Græsenkemand (1982)
- Jönssonligan får guldfeber (1984)
- Det var då... (tv-serie, 1989-1990)
- Rederiet (tv-serie, 1994-2002)
- Jul i Kapernaum (julekalender, 1995)
- Bjørnens søn (1997)
- Lilla Jönssonligan på styva linan (1997)
- Ørnen der havde højdeskræk (animationsfilm, 1999)
- Hundehotellet (animationsfilm, 2000)
- Pelle Haleløs og den store skattejagt (2000)
- Koffein (kortfilm, 2006)
- Bryllup, begravelse og dåb (tv-serie, 2019-2020)
- Bryllup, begravelse og dåb - filmen (2021)